# 1990 en rugby à XV
Cette page présente les faits marquants de l'année 1990 en rugby à XV : les principales compétitions et évènements liés au rugby à XV et rugby à sept ainsi que les décès de grandes personnalités de ces sports.

## Événements

### Mars
- L'Écosse remporte le Tournoi des Cinq Nations en réussissant un Grand chelem (quatre victoires en quatre matchs). Il s'agit du troisième Grand Chelem réussi par l'équipe d'Écosse dans le tournoi. Seize joueurs ont contribué à ce succès.
  - Articles détaillés : Tournoi des cinq nations 1990, Grand chelem en rugby à XV de l'Écosse en 1990

### Mai
- 19 mai: Le RC Narbonne remporte son 8e Challenge Yves du Manoir en battant Grenoble 24-19 à Pau.
- 26 mai: le Racing club de France remporte le Championnat de France de première division après avoir battu le SU Agen en finale 22-12. Le Racing gagne son premier bouclier de Brennus depuis 1959.
- ? mai : quatorzième édition de la Coupe Ibérique. Les Espagnols de l'UE Santboiana l'emportent 13-06 face aux Portugais du CDU Lisboa, glanant ainsi leur deuxième titre dans la compétition.

### Juillet
- 2 juillet : Dominique Bouet décède à Nouméa, lors de la tournée d'été dans l'hémisphère sud[1].

## Principales naissances
- 14 janvier : Rémi Lamerat joueur international français évoluant au poste de centre.

## Principaux décès
- 2 juillet : Dominique Bouet meurt à Nouméa, lors de la tournée d'été dans l'hémisphère sud.